# Донт, Йозеф Валентин
Йозеф Валентин Донт (нем. Joseph Valentin Dont; 15 апреля 1776, Нидер-Георгенталь, Чехия — 14 декабря 1833, Вена) — австрийский виолончелист. Отец Якоба Донта.

## Биография
Учился в Праге у Яна Штястны. С 1804 года играл в оркестрах ведущих венских театров. В своём фундаментальном обзоре истории виолончельного искусства В. Й. фон Вазилевски называет Донта заметным мастером квартетной и оркестровой игры.